# NGC 337
NGC 337 (również PGC 3572) – galaktyka spiralna z poprzeczką (SBcd), znajdująca się w gwiazdozbiorze Wieloryba. Odkrył ją William Herschel 10 września 1785 roku.
W galaktyce tej zaobserwowano do tej pory dwie supernowe: SN 2011dq i SN 2014 cx.